# Alle für Uma
Alle für Uma (Originaltitel Tutti per Uma) ist ein italienisch-österreichischer Spielfilm von Susy Laude und Elly Senger-Weiss aus dem Jahr 2021 mit Laura Bilgeri in der Titelrolle. Der italienische Kinostart der Filmkomödie war am 2. Juni 2021, Deutschland-Premiere war am 16. Oktober 2021 beim Internationalen Filmfestival Schlingel. In Österreich kam der Film am 3. Juni 2022 in die Kinos.

## Handlung
Uma ist eine Prinzessin aus Österreich, die kurz vor ihrer Hochzeit mit einem Prinzen steht. Allerdings bekommt sie kalte Füße und läuft davon. In Italien landet sie auf dem Weingut der Weinbauernfamilie Ferliga, bestehend aus Großvater Attila, dessen Söhnen Ezio und Santi sowie Ezios Söhnen Francesco und Emanuele. 
Im Hause Ferliga herrscht seit dem Tod der Mutter der Buben Tristesse, außerdem geht das Prosecco-Geschäft schlecht. Mit Umas Ankunft kehrt wieder Leben in den Männerhaushalt. 
In ihrer Heimat macht man sich auf die Suche nach der Prinzessin, ihr Vater, der König, schickt einen Gardisten los. Auch der Prinz folgt Uma nach Italien, um sie zurückzuholen. Nachdem Uma bei der Lösung einiger Probleme der Familie Ferliga behilflich sein konnte, kehrt sie mit ihrem Prinzen in die Heimat zurück.

## Produktion und Hintergrund

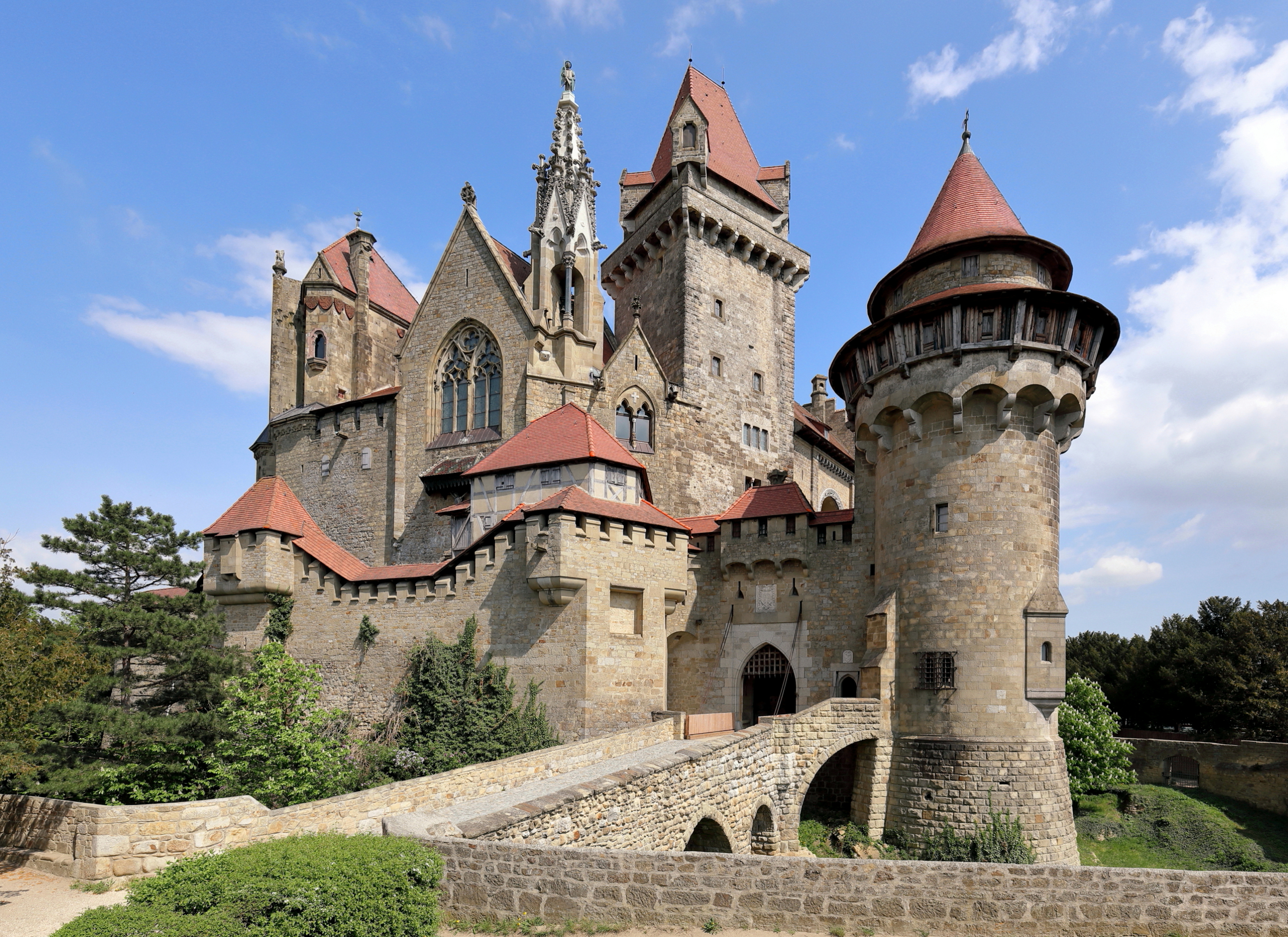
Einer der Drehorte: Burg Kreuzenstein

Die Dreharbeiten fanden vom 18. Januar bis zum 21. Februar 2021 in Italien und Österreich statt. Gedreht wurde in Rom, auf Burg Kreuzenstein in Niederösterreich und in Wien.
Produziert wurde der Film von der italienischen Camaleo Cinema (Produzenten Mario Pezzi und Roberto Cipullo) in Koproduktion mit der österreichischen Ellly Films GmbH der Produzentin Elly Senger-Weiss. Beteiligt war Amazon Prime Video. Den Vertrieb übernahm in Italien Vision Distribution, in Österreich die Constantin Film.
Die Kamera führten Marcello Montarsi und Hermann Dunzendorfer. Für den Ton zeichnete Emiliano Locatelli verantwortlich, für das Kostümbild Roberta Goretti und für die Maske Elisabetta Flotta. Die Kostüme stammten von Lambert Hofer.